# Vaitupu (Wallis e Futuna)
Vaitupu è un villaggio della Collettività d'oltremare francese di Wallis e Futuna, nel regno di Uvea, sull'isola di Wallis, capoluogo del distretto di Hihifo, sulla costa nord-orientale. Secondo il censimento del 21 luglio 2008 il villaggio ha una popolazione di 503 abitanti.

## Società

### Evoluzione demografica
Abitanti censiti